# Етан Мбаппе
Етан Мбаппе Лоттін (фр. Ethan Mbappé Lottin) — французький футболіст, півзахисник. Гравець французького клубу «Лілль».

## Раннє життя
Етан Мбаппе Лоттін народився 29 грудня 2006 року в Монтреї, Сена-Сен-Дені. Батько Етана — камерунець, а мати — алжирка. Змалечку хлопчик був знайомий з футболом, бо виріс у сім'ї футболістів. Прийомний брат Жирес Кембо Екоко та рідний брат Кіліан також футболісти.

## Клубна кар'єра
Етан, який виріс у сім'ї футболістів, пішов стопами своїх братів та також почав будувати свою футбольну кар'єру. У 2015 році, він приєднався до місцевої футбольної команди «АС Бонді». На цьому кар'єра не закінчилася. Після двох років у «АС Бонді», Мбаппе приєднався до великого французького футбольного клубу «Парі Сен-Жермен» у 2017 році.
Етан Мбаппе підписав новий трирічний контракт з «ПСЖ» у червні 2021 року. У віці 15 років, тобто 16 грудня 2022 року, Мбаппе дебютував у головній команді клубу, в товариській грі проти столичної команди «Париж» з результатом 2:1.

## Міжнародна кар'єра
Мбаппе був запрошений до юнацької збірної Франції з футболу (U-16) у листопаді 2021 року.

## Стиль гри
Етан є технічним, лівим півзахисником, на відміну від свого брата Кіліана, який відомий своєю блискавичною швидкістю.

## Особисте життя
Етан Мбаппе потрапив у ДТП у січні 2022 року. Винуватцем став п'яний водій іншого автомобіля, який врізався в авто, у якому був Етан. На щастя, футболіст не отримав серйозних травм.

## Титули і досягнення
- Чемпіон Франції (1):

«Парі Сен-Жермен»: 2023-24
- Володар Кубка Франції (1):

«Парі Сен-Жермен»: 2023-24
- Володар Суперкубка Франції (1):

«Парі Сен-Жермен»: 2023